# Bart Van Deursen
Bart Van Deursen (21 december 1985) is een Belgische voormalige atleet, die gespecialiseerd was in het hoogspringen.

## Biografie
In 2009 werd Van Deursen voor het eerst Belgisch indoorkampioen. Een jaar later sprong hij op de Vlaamse kampioenschappen naar 2,20 m. In 2014 stopte hij met atletiek.
Van Deursen begon zijn carrière bij Racing Club Tienen. Eind 2007 stapte hij over naar Regio Oost-Brabant Atletiek (ROBA).

## Belgische kampioenschappen
Indoor
| Onderdeel    | Jaar |
| ------------ | ---- |
| hoogspringen | 2009 |

## Persoonlijke records
Outdoor
| Onderdeel    | Prestatie | Datum       | Plaats |
| ------------ | --------- | ----------- | ------ |
| hoogspringen | 2,20 m    | 22 mei 2010 | Lier   |

Indoor
| Onderdeel    | Prestatie | Datum            | Plaats |
| ------------ | --------- | ---------------- | ------ |
| hoogspringen | 2,18 m    | 22 februari 2012 | Gent   |

## Palmares
hoogspringen
- 2006:  BK indoor AC – 2,07 m
- 2008:  BK AC – 2,08 m
- 2009:  BK indoor AC – 2,18 m
- 2010:  BK AC – 2,15 m
- 2013:  BK indoor AC – 2,13 m
- 2014:  BK indoor AC – 2,07 m